# Маркіплаєр
Ма́рк Е́двард Фішба́х (англ. Mark Edward Fischbach; 28 червня 1989, Гонолулу, США), більш відомий як Маркіпла́єр (англ. Markiplier) — американський геймер та відеоблогер, який став відомий завдяки YouTube. На сьогодні його канал є одним з найвідоміших у світі.

## Біографія
Марк Фішбах народився в місті Гонолулу, в родині військового. Після його народження родина переїхала в місто Цинциннаті. Спочатку Марк навчався в Університеті Цинциннаті на медика-інженера, але згодом він кинув навчання, щоб зосередитись на кар'єрі відеоблогера.
Сьогодні Фішбах живе в Лос-Анджелесі.

### Історія
Марк створив свій перший канал на YouTube 26 травня 2012 року. Згодом YouTube заблокував його. Після цього Марк створив новий канал, який він назвав «MarkiplierGAME». На момент блокування першого каналу його аудиторія складала 2000 підписників. Популярність нового каналу почала швидко зростати. Сьогодні його аудиторія налічує понад 33 млн підписників, і їх кількість продовжує зростати.
Марк відомий завдяки різноманітному проходженню комп'ютерних ігор (зокрема таких як Amnesia: The Dark Descent та Five Nights at Freddy's), однак більшість його відео сконцентровані на інді-іграх. Окрім інді-ігор він також проходить такі ігри як Minecraft, у проходженні яких також беруть участь його старі друзі Боб Мьюскенс (Muyskerm) та Вейд Барнс (LordMinion777).
Під час роботи свого каналу Фішбах разом з Cyndago зняв декілька скетч-комедій, одна з яких породила його відоме альтер его.

### Формат каналу
Канал Фішбаха в основному складається з проходження відеоігор, різноманітних за жанром та своїм складом. Серед них найпопулярнішою залишається Five Nights at Freddy's, яка вже зібрала понад 26 мільйонів переглядів.

## Спілкування з фанатами
Марк транслює різноманітні проходження ігор на своєму сайті Twitch [Архівовано 4 грудня 2015 у Wayback Machine.]. Більшість з них проводяться для збору благодійних коштів. Під час стриму Марк ставить зазначену суму грошей, яку необхідно досягти до кінця трансляції, допомагаючи і своїми пожертвами також. Іноді під час таких стримів Марк робить перерви, під час яких він спілкуєтся зі своїми шанувальниками.
Нині[уточнити] Марк віддав понад 370 тис. доларів на благодійність.[джерело?]
Іноді Фішбах за допомогою вебсервісу Omegle розмовляє з випадковими людьми декілька хвилин, отримуючи неймовірні реакції від них.

## Цікаві факти
- Зріст Марка 178 см
- Під час народження Марк важив 4,6 кг
- Його мати родом із Кореї